# Maganutu
Maganutu ist eine osttimoresische Aldeia im Suco Ritabou (Verwaltungsamt Maliana, Gemeinde Bobonaro). 2015 lebten in der Aldeia 305 Menschen.

## Geographie

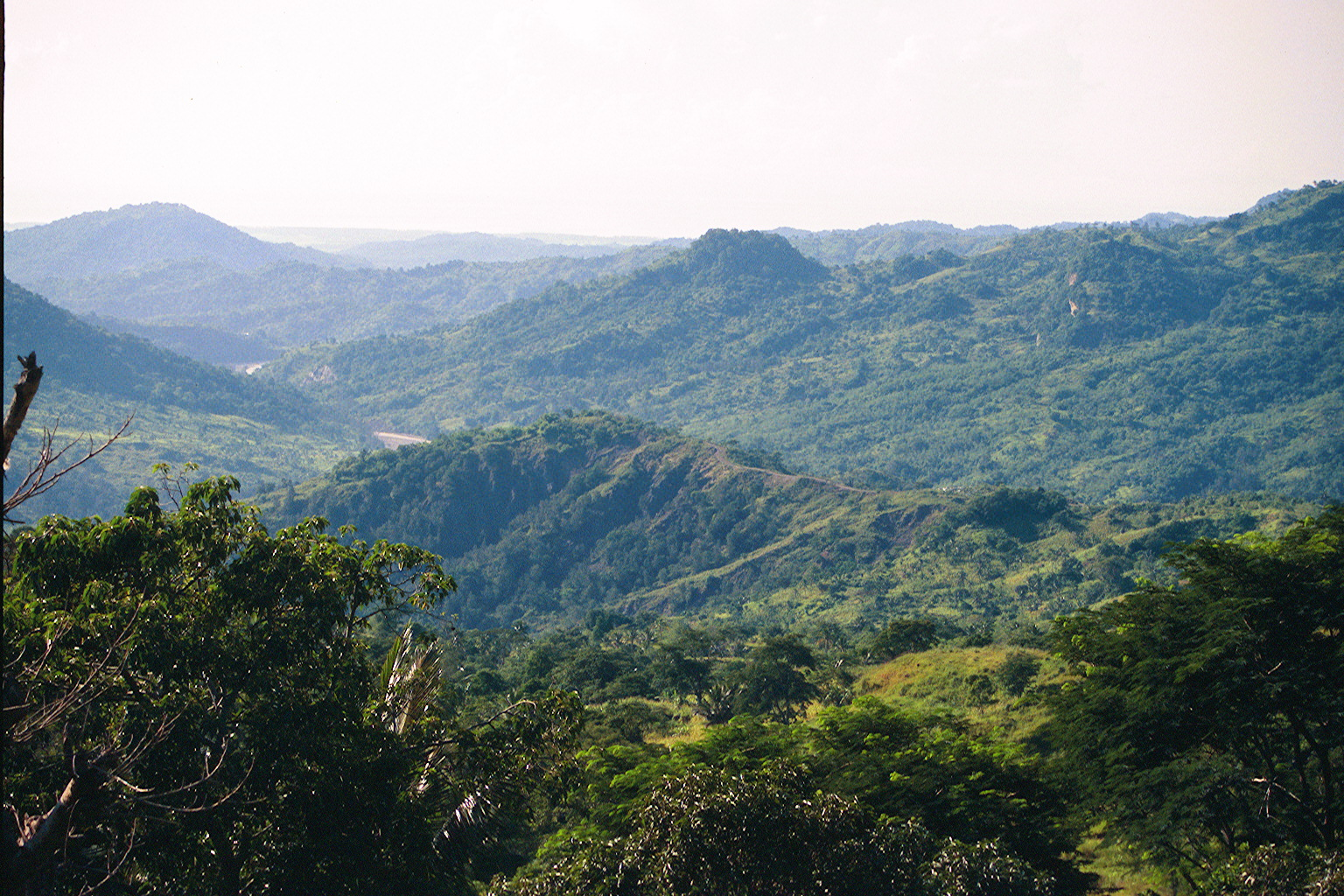
Zwischen Bobonaro und Maliana

Maganutu liegt Osten des Sucos Ritabou. Westlich liegen die Aldeias Dai Tete und Ma’a Hui und südöstlich die Aldeia Uat. Im Süden grenzt Maganutu an den Suco Raifun, im Norden an den Suco Raiheu und im Osten an die Sucos Ilat-Laun, Atu-Aben und Malilait. Von Norden reicht der Berg Leolaco in den Westen Maganutus hinein. Südlich davon befinden sich die Dörfer Maganutu und Lonbia. Der Anaslota (Anasola), der Grenzfluss im Osten, und der Biabuil, der Maganutu im Osten durchquert, vereinigen sich an der Nordostgrenze zum Babonasolan, der zum Marobo fließt.
Zwischen Biabuil und Anaslota liegt der Foho Manucleun (580 m).

## Politik
2023 wurde Alexandrinho Serrno zum Chefe de Aldeia gewählt.